# Patrick White
Patrick White (London, 28. svibnja 1912. – Sydney, 30. rujna 1990.), australski književnik.
Dobitnik je Nobelove nagrade za književnost za 1973. godinu. 
Bio je svestran književnik, a osobito se istakao fantastičnom prozom. Najznačajniji romani: Voss, Oko oluje, Twibornova stvar. 